# Prosopocera schistaceoides
Prosopocera schistaceoides là một loài bọ cánh cứng trong họ Cerambycidae.